# Riot in Cell Block Number 9
Singles de The Robins
Key to My Heart
(1954) Loop De Loop Mambo
(1954)
Riot in Cell Block Number 9, souvent orthographié Riot in Cell Block #9, est une chanson de rhythm and blues, devenue un classique du genre, composée par Jerry Leiber et Mike Stoller en 1954. La chanson est enregistrée pour la première fois par le groupe de doo-wop The Robins la même année. Cet enregistrement est l'un des premiers succès R&B à utiliser des effets sonores ainsi que le riff « Stop Time » de Muddy Waters comme accompagnement instrumental.

## Historique
Jerry Leiber et Mike Stoller reprennent le riff « Stop Time » utilisé par Muddy Waters pour Hoochie Coochie Man, I Just Want to Make Love to You ou Mannish Boy.
Les paroles racontent par le menu 48 heures d'émeutes dans un établissement pénitentiaire. L'agitation commence dans le bloc no 4 et se propage de cellule en cellule jusqu'au bloc no 9. Les deux auteurs sont inspirés par les drames policiers que Jerry Leiber écoutait à la radio dans son enfance, particulièrement Gang Busters de Phillips Lord.
Riot in Cell Block #9 est la première chanson enregistrée par les Robins sur le nouveau label de Leiber et Stoller, Spark Records. La session a lieu dans le studio Master Recorders de Los Angeles. Bien qu'il ne soit pas membre du groupe, le texte est scandé par Richard Berry, l'ancien chanteur des Flamingos et des Flairs. Leiber et Stoller ajoutent ensuite des sons de sirènes et de mitrailettes.
Le disque sort en mai 1954. En raison du thème jugé « subversif », certaines radios refusent de le jouer sur leur antenne. Il marche plutôt bien dans la région de Los Angeles, passant dix semaines dans le Top Ten des charts R&B locaux, mais reste relativement ignoré dans le reste du pays.
L'enregistrement des Robins figure dans la bande originale du film Pink Flamingos de John Waters en 1972.

## Personnel
- Richard Berry : chant principal
- Ty Terrell Leonard, Billy Richard, Roy Richard, Bobby Nunn et Carl Gardner : chant[3]
- Mike Stoller : piano
- Gil Bernal : saxophone
- Barney Kessel : guitare
- Ralph Hamilton : basse
- Jesse Sailes : batterie

## Reprises
La chanson est reprise par de nombreux artistes de styles différents tels que Grateful Dead ou Johnny Cash.
La chanteuse Vicki Young, avec Big Dave and His Orchestra, est la première à reprendre Riot in Cell Block Number Nine en 1954, sur la face B de son single Honey Love.
Les Beach Boys retravaillent la chanson sous le titre Student Demonstration Time pour l'album Surf's Up en 1971. Les Beach Boys ont à l'origine repris la chanson pour leur album Beach Boys' Party! de 1965, mais l'enregistrement n'est pas publié jusqu'à ce qu'ils mettent une version sur leur album de 2011 Live & Alternative Songs.
Parmi les artistes ayant enregistré cette chanson, on peut citer aussi :
- 1961 : Wanda Jackson, en single
- 1974 : 
  - Johnny Winter, sur l'album Saints & Sinners
  - Commander Cody and His Lost Planet Airmen, sur Live from Deep in the Heart of Texas
- 1975 : Dr. Feelgood, sur Malpractice
- 1980 : The Blues Brothers, sur le live Made in America
- 2005 : Leslie West, sur l'album Got Blooze.

La chanson est également traduite et interprétée en français en 1975 par Michel Pagliaro sous le titre Émeute dans la prison. Elle est ensuite reprise par le chanteur québécois Eric Lapointe en 2002.
Sly and the Family Stone utilisent le phrase du refrain pour leur album There's a Riot Goin' On en 1971.